# Concepcion (Tarlac)
Concepcion ist eine Großraumgemeinde in der Provinz Tarlac auf der Insel Luzon auf den Philippinen. Sie hat 154.188 Einwohner (Zensus 1. August 2015), die in 45 Barangays leben. Sie gehört zur 1. Einkommensklasse der Gemeinden auf den Philippinen. Ihre Nachbargemeinden sind Tarlac City im Norden, die Gemeinde San Antonio im Osten, die Gemeinde Magalang im Süden und die Gemeinden Capas, Bamban im Westen. Sie liegt ca. 115 km nordwestlich von der philippinischen Hauptstadt Manila und ist von dort über den Mc Arthur Highway zu erreichen.

## Barangays
| - Alfonso - Balutu - Cafe - Calius Gueco - Caluluan - Castillo - Corazon de Jesus - Culatingan - Dungan - Dutung-A-Matas (Jefmin Village) - Green Village - Lilibangan - Mabilog - Magao - Macabacle - Malupa | - Minane (Rose Park) - Panalicsican - Pando - Parang - Parulung - Pitabunan - San Agustin (Murcia) - San Antonio - San Bartolome (Balen a Melakwan) - San Francisco - San Isidro (Almendras) - San Jose (Pob.) - San Juan (Castro) - San Martin - San Nicolas Poblacion | - San Nicolas Balas - San Vicente (Calius/Corba) - Santa Cruz - Santa Maria - Santa Monica - Santa Rita - Santa Rosa - Santiago - Santo Cristo - Santo Niño - Santo Rosario (Magunting) - Talimunduc Marimla - Talimunduc San Miguel - Telabanca - Tinang |